# Юрункаш
Юрункаш (кит. 玉龙喀什河, уйг. يورۇڭقاش‎) — высокогорная река в Кашгарии (Синьцзян-Уйгурский автономный район КНР). Слиянием Юрункаша и соседней горной реки Каракаш образуется ключевая водная артерия пустыни Такла-Макан — река Хотан.
Юрункаш берёт своё начало в западной части горной системы Кунь-Лунь с хребта Устюнтаг. Протекает в глубоком каньоне. Имеет максимальный расход во второй половине лета. На зиму практически пересыхает.

## Дороги
- Китайское местное шоссе S216 идет вверх по реке от Хотана до точки 36°30′ с. ш. 79°54′ в. д.HGЯO.
- Недавно[когда?] построенная (некоторые участки до сих пор строятся) Кериядаванская дорога от поселка Аккик пересекает хребет Кунь-Лунь на высоте 4 976 м и следует вдоль реки от 35°54′ с. ш. 80°36′ в. д.HGЯO до 35°48′ с. ш. 80°54′ в. д.HGЯO.